# Edwin Earle Honey
Edwin Earle Honey (2 de mayo de 1891 - 31 de octubre de 1956) fue un botánico, micólogo, fitopatólogo y explorador estadounidense.
En 1936, describió formalmente el hongo y patógeno vegetal Monilinia azaleae que se aprovecha de los cultivos y otras plantas en las familias Rosaceae y Ericaceae.

## Biografía
Era originario de Illinois. Estuvo casado primero con Mary Luella Trowbridge (1894–1941), y más tarde con Ruth R. Honey.
En 1920, vivió en Champaign, Illinois; y en 1935 pasó a Madison, Wisconsin. Dependiendo donde fue empleado, Honey también vivió a veces en Shorewood (Wisconsin), Filadelfia, y en el Estado de Nueva York.
En 1916, obtuvo su B.S en fitopatología por la Cornell University, siendo miembro de Sigma Xi (ΣΞ), una sociedad de honor internacional para egresados en los campos de la ciencia o ingeniería.
Desde 1948, y hasta su deceso en 1956, fue fitopatólogo en la División de Extensión de la Pennsylvania State University. Fue sepultado en Centre County Memorial Park, en State College (Pensilvania).

## Algunas publicaciones
Publicó profesionalmente bajo los nombres de Edwin E. Honey o E. E. Honey. Esta es una lista parcial de sus escritos:

### Libros
- E. E. Honey (1920s). Translations on the Sclerotinia.
- Edwin E. Honey (1928). Dark-field microscopy in the study of fungi.
- Edwin E. Honey (1931). Mycologia postillas para aula practica.
- Edwin E. Honey (1931). Mycologia texto segunda parte sobre basidiomycetos, fungi imperfeiti.
- Edwin E. Honey (1931). Mycologia texto primera parte sobre myxomycetos, schizomycetos, phycomycetos, ascomycetos.
- Edwin E. Honey (1944). Tree diseases.
- Edwin E. Honey (1945). Emergency plant disease prevention project in Wisconsin.
- Edwin E. Honey (1954). Distribution and Prevention of Oak Wilt.

### Artículos en revistas
- Edwin E. Honey and W. R. Fisher (marzo–abril 1928). «Dark-Field Microscopy in the Study of Fungi». Mycologia (Mycological Society of America) 20 (2): 88-96. doi:10.2307/3753753.
- Edwin E. Honey (mayo–junio 1928). «The Monilioid Species of Sclerotinia». Mycologia (Mycological Society of America) 20 (3): 127-157. doi:10.2307/3753973.
- Edwin E. Honey (febrero de 1936). «North American Species of Monilinia. I. Occurrence, Grouping, and Life-Histories». American Journal of Botany (Botanical Society of America) 23 (2): 100-106. doi:10.2307/2436302.
- E. E. Honey (1940). «Monilinia causing a brown rot and blight of the common Azalea». Phytopathology 30 (6): 537-538. ISSN 0031-949X.
- Edwin E. Honey (1944). «Tree diseases observed in Wisconsin». Plant Disease Reporter 28: 172-180.

## Epónimos
Especies
- (Rhizophoraceae) Cassipourea honeyi Alston 1925[8]